# Weserstadion
Weserstadion er et fodboldstadion i Bremen i Tyskland, der er hjemmebane for Bundesliga-klubben Werder Bremen. Stadionet har plads til 42.358 tilskuere.

## Historie
Weserstadion blev indviet i 1924, og er flere gange blevet udbygget til sin nuværende kapacitet. Stadionet var en kandidat til at huse kampe ved VM i fodbold 2006, der blev afholdt i Tyskland, men blev i sidste ende ikke udvalgt som spillested. 